# Гата (мыс, Испания)
Га́та (Гат, Кабо-де-Гата, исп. Cabo de Gata) — мыс на юго-восточном побережье Пиренейского полуострова, у Альмерийского залива. Один из главнейших мысов Испании в Средиземном море. Находится в комарке Нихар в провинции Альмерия в автономном сообществе Андалусия, юго-восточнее города Альмерия и юго-западнее города Картахена. Место с наименьшем количеством осадков в Европе.
Мыс расположен у подножья горной системы Кордильера-Бетика. Мыс является окончанием гор Сьерра-де-Кабо-де-Гата (Sierra del Cabo de Gata). Входит в природный парк Кабо-де-Гата-Нихар. В настоящее время область переживает туристический бум, который угрожает природному парку.
Клавдий Птолемей в «Географии» называет мыс Promontorium Charidemi. В античной географии мыс находился у залива Урси в римской провинции Бетика. Авиан называл мыс Promunturium Veneris — мыс Венеры. На горе Серро-де-ла-Теста (Cerro de la Testa) у мыса находился храм, в которой почитали богиню.
В ходе франко-испанской войны 1635—1659 годов 3 сентября 1643 года у мыса состоялось морское сражение у Картахены. Французский флот под командованием маркиза де Брезе после 12-часового кровопролитного сражения одержал победу. Победа при мысе Гата доставила французам полное господство над западным бассейном Средиземного моря.
На горе Серро-де-ла-Теста у мыса находятся руины сторожевого поста, построенного в 1593 году и разрушенного после землетрясения 31 декабря 1658 года. Место продолжало использоваться как наблюдательный пост после разрушения здания. В 1769 году была восстановлена сторожевая башня, которая со временем разрушилась. В 1860-х годах эта гора рассматривалась в качестве местоположения маяка, но от этой идеи отказались. На горе находятся руины различных зданий. На склоне, обращённом к морю, находится старая недостроенная казарма Гражданской гвардии. Рядом с казармой находятся два погреба боеприпасов, использовавшиеся для хранения взрывчатки и как укрепления в ходе войны.
В 1738 году на мысе был построен замок, разрушенный в ходе Пиренейских войн. В 1863 году на его месте построен маяк с фокусной высотой 55 метров.
В 1959 году испанский журналист, публицист и критик, аристократ Хуан Гойтисоло, автор рассказа «Поля Нихара» (Campos de Níjar, 1960), принадлежащий к интеллектуальной элите Испании, путешествовал в этих краях и описал их в нескольких работах. Здесь работал испанский кинорежиссёр Висенте Аранда. Серджо Леоне снимал здесь спагетти-вестерны. Затем тут были сняты блокбастеры «Лоуренс Аравийский», фильмы об Индиане Джонсе и «Исход: Цари и боги». Здесь сняты многочисленные рекламные ролики.
На мысе жил Мишель Уэльбек.